# Ekrem Sarıçam
Ekrem Sarıçam (* 6. Dezember 1986 in Ankara) ist ein türkischer Fußballspieler.

## Karriere
Sarıçam kam in Altındağ, einem  Stadtteil der Hauptstadt Ankara, auf die Welt. Hier startete er 2002 in der Jugend von Ankara Esnafspor mit dem Vereinsfußball und wechselte 2006 als Profispieler zum Viertligisten Ankara Demirspor. Bereits nach einer Saison verließ er Demirspor und kehrte mit seinem Wechsel zu Sincan Belediyespor zum Amateurfußball zurück. 2009 wurde er mit seinem Wechsel zum Viertligisten Keçiören Sportif erneut Profi. 
Nach zwei Spielzeiten für Keçiören Sportif wechselte er zum Sommer 2011 zum Drittligisten Balıkesirspor. Bei diesem Verein spielte er nur die Hinrunde und verbrachte die Rückrunde als Leihspieler beim Ligakonkurrenten Tokatspor.
Zur neuen Saison wechselte Sarıçam zum Ligarivalen Fethiyespor. Hier erreichte sein Team in Sarıçams ersten Saison den Playoffsieg der Liga und damit den Aufstieg in die TFF 1. Lig. Sarıçam war mit 17 Toren als erfolgreichster Torjäger seines Vereins und Zweiter der Torschützenliste der Saison 2012/13 maßgeblich an diesem Erfolg beteiligt.
Zum Sommer 2013 wechselte Sarıçam zu Alanyaspor. Auch mit diesem Verein stieg er als Playoff-Sieger der TFF 2. Lig in die TFF 1. Lig auf.
Zur neuen Saison wechselte er zum Drittligisten Yeni Malatyaspor.

## Erfolge
Mit Fethiyespor
- Playoffsieger der TFF 2. Lig und Aufstieg in die TFF 1. Lig: 2012/13

Mit Alanyaspor
- Playoff-Sieger der TFF 2. Lig und Aufstieg in die TFF 1. Lig: 2013/14